# 紅亞爾 (盧漢斯克區)
48°17′50″N 39°28′46″E / 48.29722°N 39.47944°E
红亞爾（烏克蘭語：Красний Яр）是位於烏克蘭東部的村莊，由盧甘斯克州卢甘斯克区的青年近衛軍村市鎮負責管轄。該村始建於1956年，面積0.25平方公里，海拔高度162米，2001年人口41，人口密度每平方公里166人。